# عقد 1050
عقد 1050 هو عقد امتد بين 1 يناير 1050 و31 ديسمبر 1059 بحسب التقويم الميلادي. سبقه عقد 1040 ولحقه عقد 1060.

## أحداث
- معركة تشيفيتاتي (1053)

## مواليد
- ابن السيد البطليوسي (1052)
- فيليب الأول ملك فرنسا (1052)
- ابن رشد الجد (1058)
- هيو كونت فرماندوا (1057)
- ابن خفاجة (1058)
- هنري الرابع (1050)
- عبد الغافر الفارسي (1059)
- ابن حمديس (1056)
- بالدوين الثاني، كونت هينو (1056)
- ابن الشجري (1058)
- ماريا باغراتيوني (1053)

## وفيات
- أبو الفتح الناصر الديلمي (1053)
- إرميسيند من قرقشونة (1058)
- همفري هوتفيل (1057)
- غارسيا سانشيز الثالث ملك نافارا (1054)
- ثيودورا الثالثة (1056)
- فخر الدين الكركاني (1054)
- إيما نورماندي (1052)
- أبو العلاء المعري (1057)
- فلف، دوق كارينثيا (1055)
- دروغو هوتفيل (1051)
- أبو سعيد عبيد الله بن بختيشوع (1058)

## كتب
- Yves Denis Papin (1998). Chronologie de l'histoire ancienne. Lieu de publication non identifié: Éditions Jean-paul Gisserot. ISBN:2-87747-346-5. OCLC:40746926. مؤرشف من الأصل في 2022-03-16.
- موسوعة حضارة العالم (2002) لأحمد محمد عوف.

## روابط خارجية
- تصفح سنة بسنة عقد 1050 على موقع onthisday.com
- تصفح سنة بسنة عقد 1050 ابتداءً من سنة عقد 1050 على موقع المكتبة الوطنية الفرنسية